# EnBW-Anlage 212

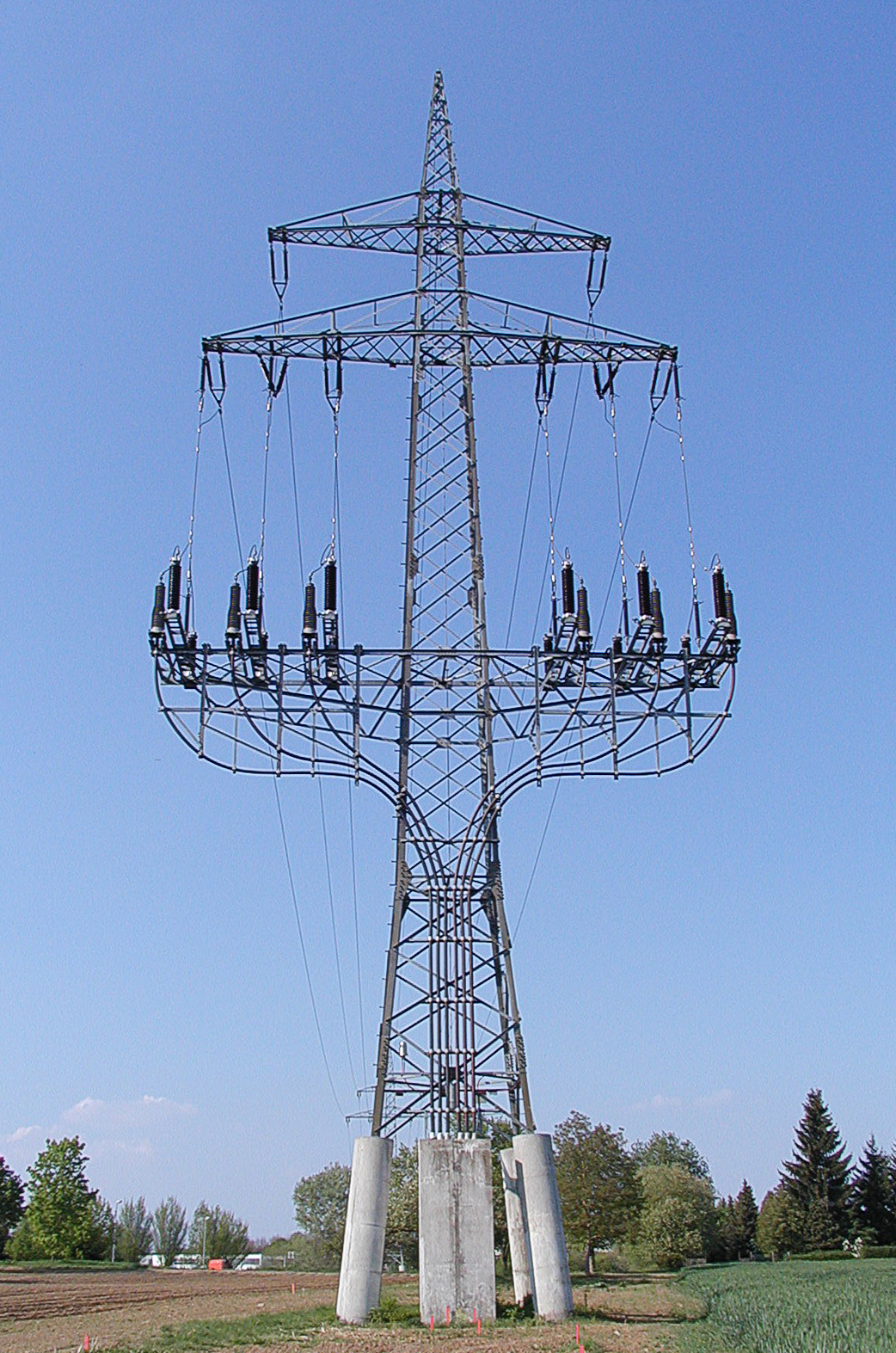
Der gesockelte Mast 5 in Sindelfingen

Die EnBW-Anlage 212 ist eine ehemals siebenmastige, jetzt viermastige zweikreisige 110-kV-Drehstromleitung vom Umspannwerk Sindelfingen zum Umspannwerk des Unternehmens Mercedes-Benz AG.
Fünf der Freileitungsmasten (als Donaumaste ausgeführten Gittermaste) wurden 1987 auf Veranlassung von Daimler-Benz (heute Mercedes-Benz AG) mehrere Meter hoch mit Beton ummantelt, da man seinerzeit Sägeattacken industriefeindlicher Demonstranten fürchtete und man dies verhindern wollte. Hierfür erschien den Verantwortlichen beim damaligen Energieversorgungsunternehmen EVS (jetzt Teil der EnBW AG) die Einbetonierung der Mastfüße der Maste 1 bis 5 als am besten geeignete Maßnahme. Die beiden letzten Maste dieser Leitung wurden nicht ummantelt, sondern mit einem mit Bewegungsmeldern ausgerüsteten Zaun umgeben.
Da 1994 das Umspannwerk verlegt wurde, wurde zu Pfingsten 1994 der fünfte Mast dieser Leitung – ein Tragmast – durch einen Endmast ersetzt, der bis zur Stilllegung des alten Umspannwerks als Abspannmast fungierte. Die Stilllegung des alten Umspannwerkes fand Anfang 1995 statt. Zusammen mit den Masten 6 und 7 wurde es demontiert, um Platz für das neue Forschungs- und Entwicklungszentrum zu schaffen.
Der vierte Mast der Anlage ist jetzt der Endmast im Gewerbegebiet Mittelpfad.

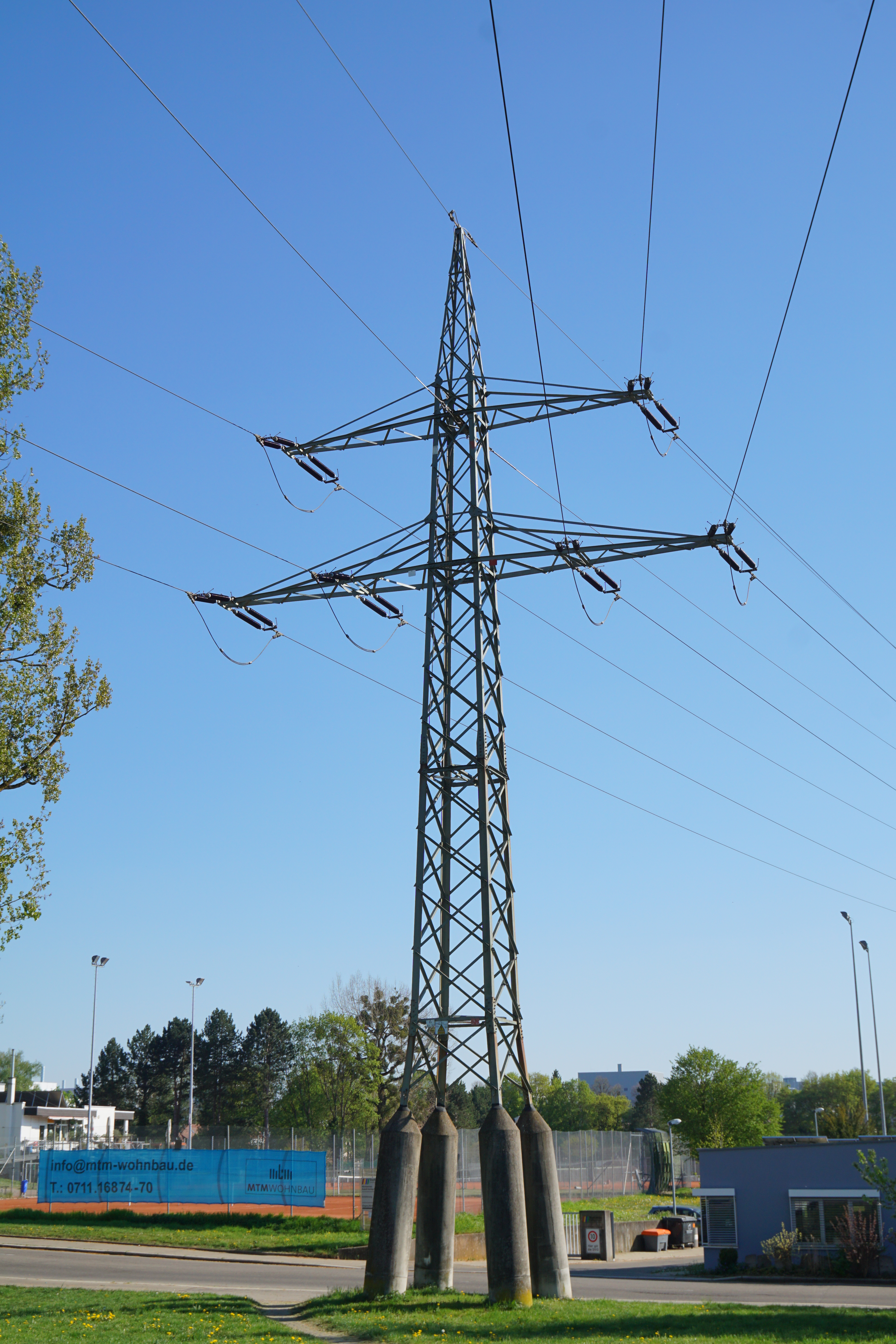
Mast 1, der erste Mast abgehend vom Umspannwerk Sindelfingen. Rechts Gebäude der Stadtwerke, links Tennisplätze des VfL Sindelfingen
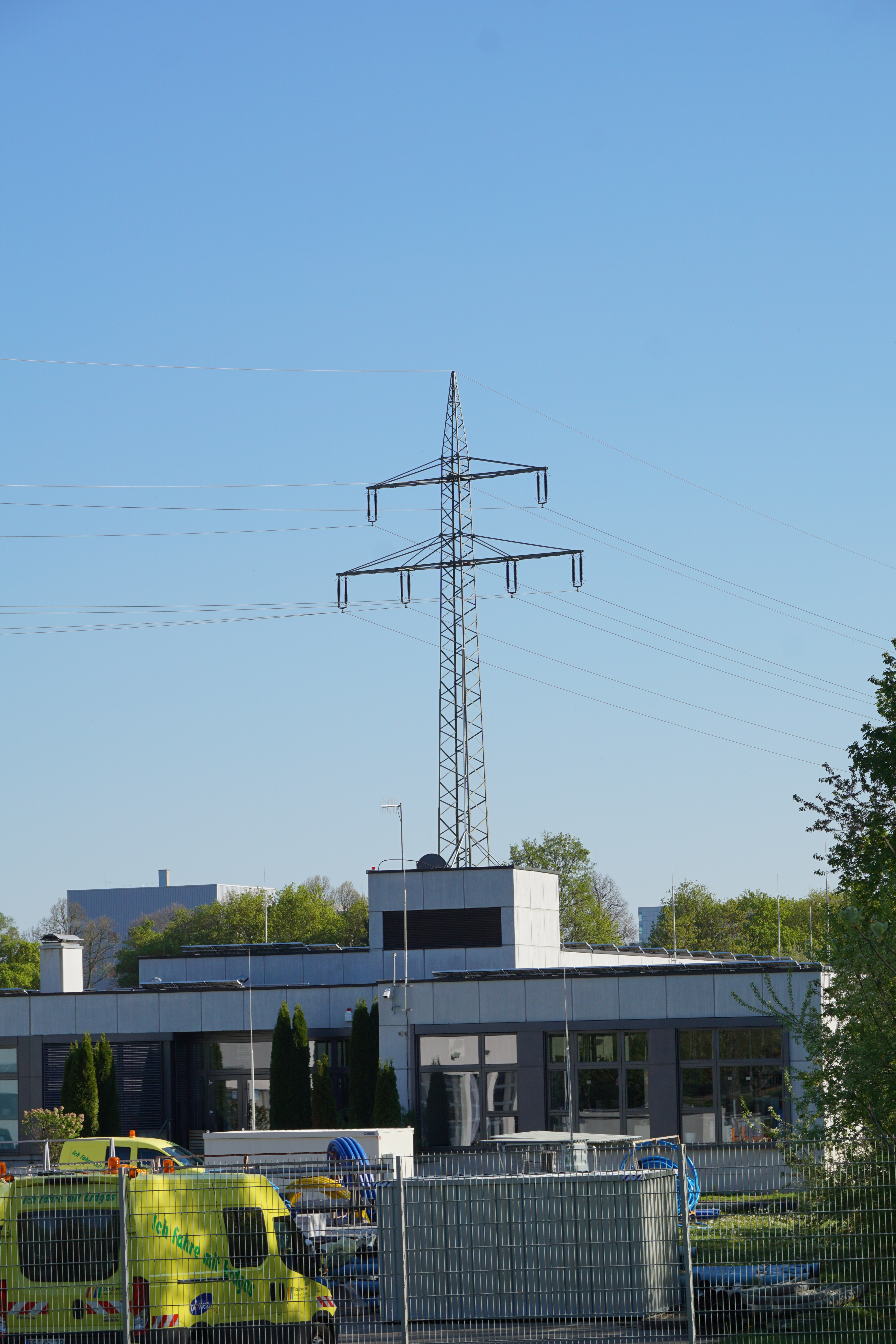
Mast 2, im Vordergrund Gebäude der Stadtwerke Sindelfingen
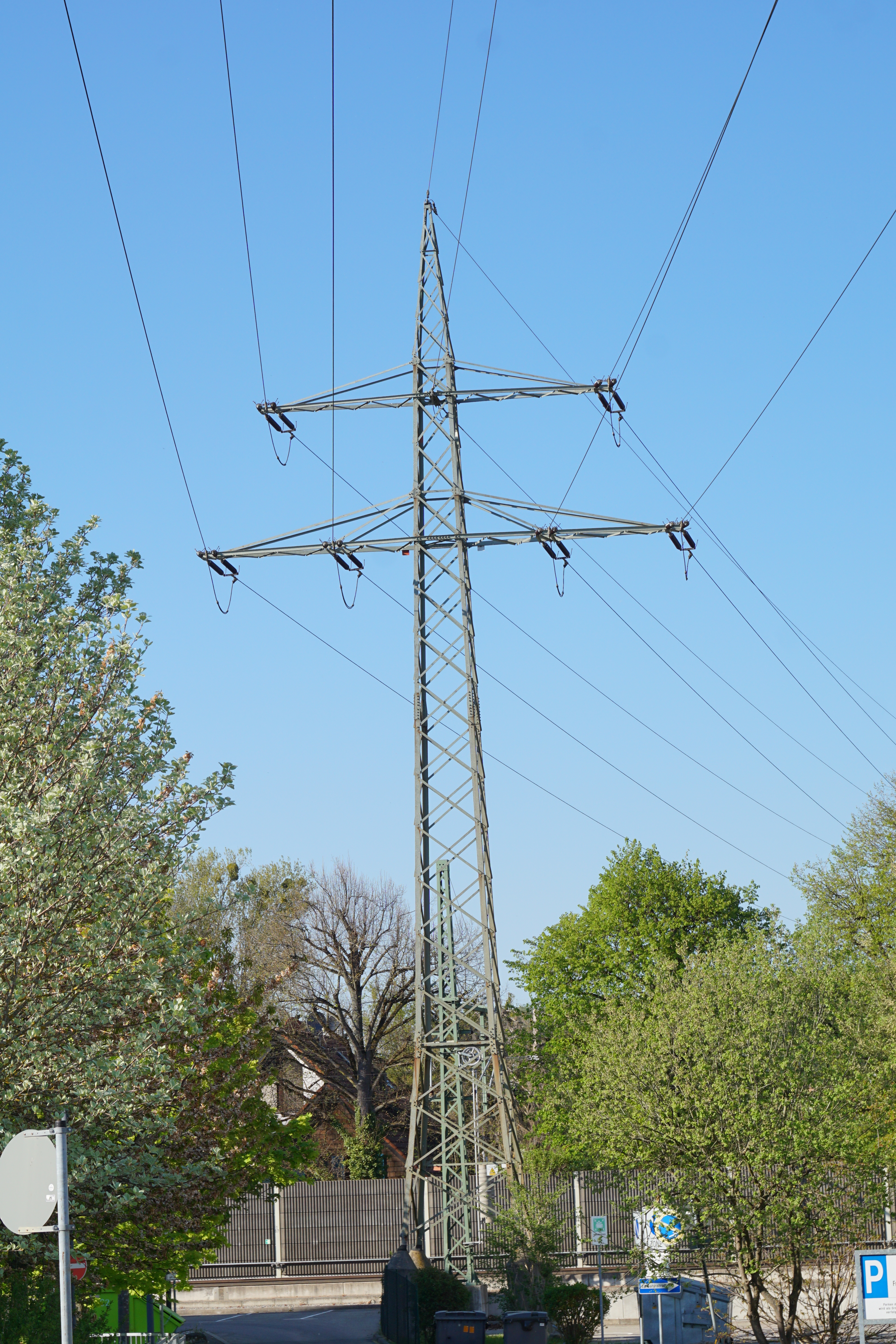
Mast 3 in der Fronäckerstraße, im Hintergrund die Schallschutzwände der Rankbachbahn in Richtung zur Lindenstraße
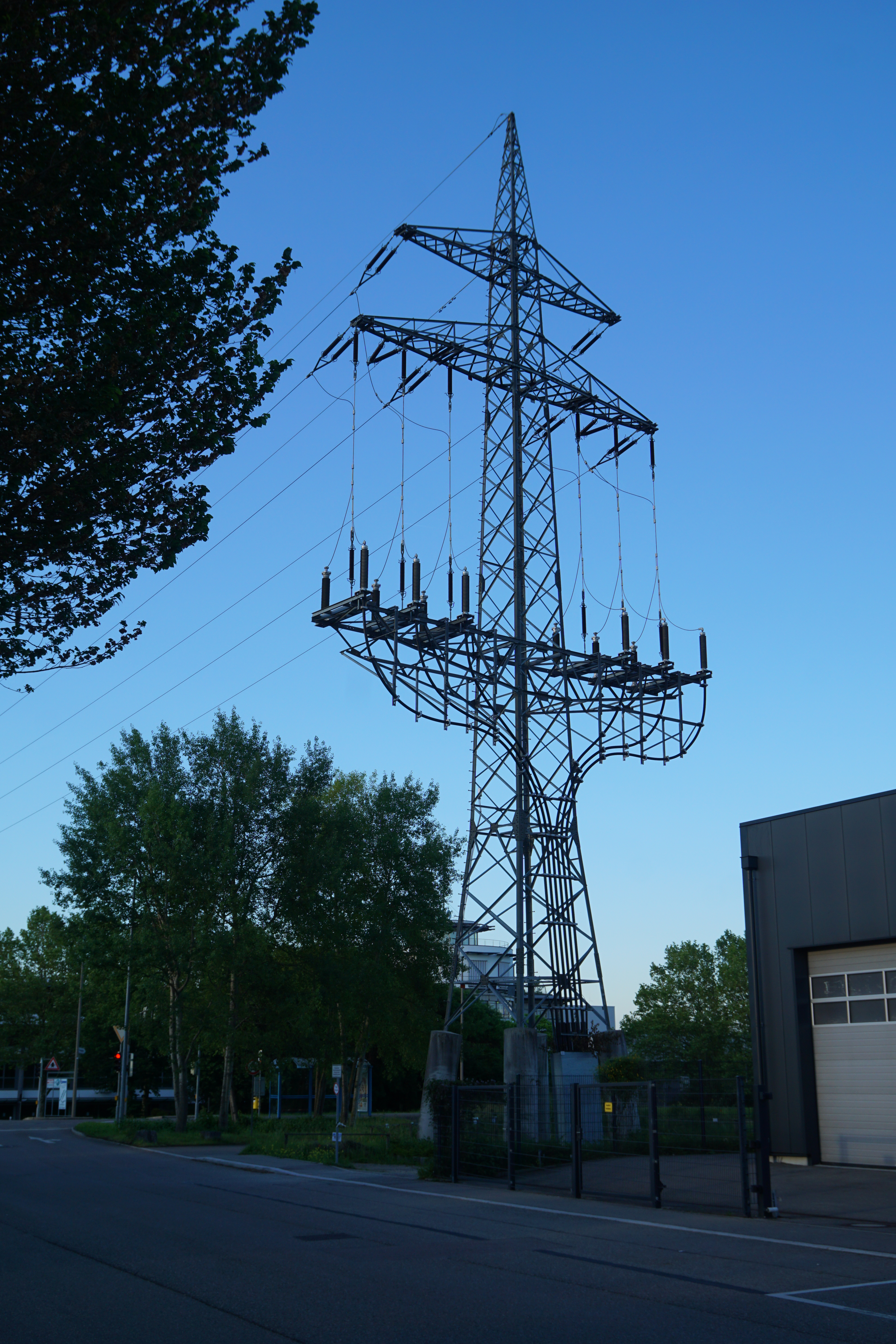
Endmast 4 der Anlage 212 im Industriegebiet Mittelpfad, Sindelfingen
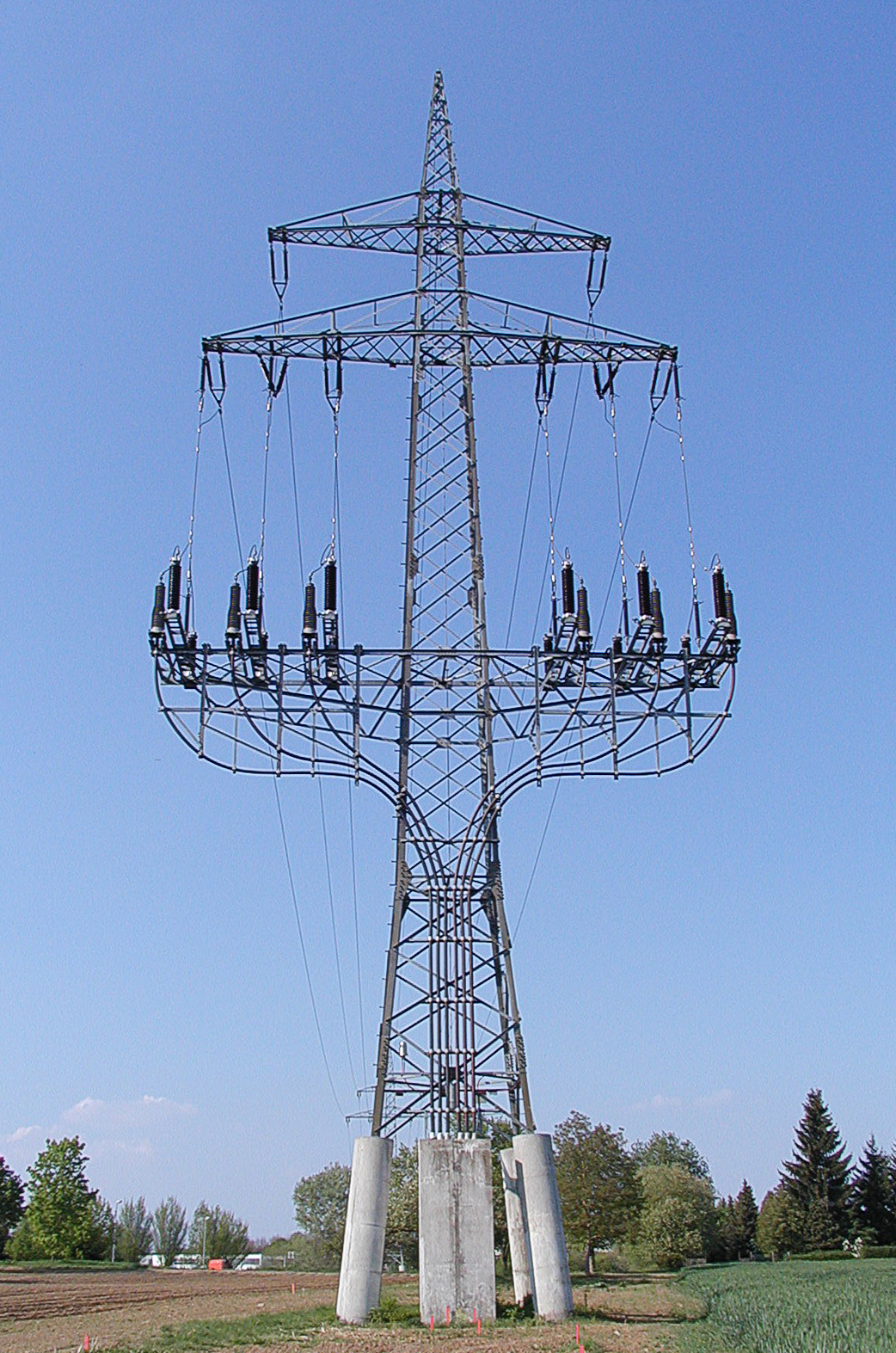
Der gesockelte Mast 5 in Sindelfingen (inzwischen abgerissen)